# Niclas Olund
Niclas Olund, född 7 juli 1977 i Solna församling, är en svensk skådespelare, ljustekniker och fotograf. Olund har medverkat i flera filmer men är mest känd för rollen som Hans-Åke "Klimax" Wästberg i TV-serien Tre Kronor, där han medverkade säsong 1-7. Han filmdebuterade året innan, 1993, i Åke Sandgrens filmatisering av Kådisbellan.
Niclas Olund arbetar fortfarande inom filmbranschen, men som ljustekniker och fotograf. Han har även arbetat som AV-tekniker. 2008 studerade han vid Stockholms universitet.

## Filmografi
- 2000 - Judith (TV)
- 1999 - Pippi i Söderhavet
- 1997 - Svenska hjältar
- 1996 - Drömprinsen - Filmen om Em
- 1994 - Tre kronor (TV-serie)
- 1993 - Kådisbellan